# Людвігсбург
Людвігсбург (нім. Ludwigsburg) — місто в Німеччині, районний центр, розташований в землі Баден-Вюртемберг.
Підпорядковане адміністративному округу Штутгарт. Входить до складу району Людвігсбург. Населення становить 87 460 чоловік (на 2009 рік). Займає площу 43,33 км². Офіційний код — 08 1 18 048.
Головна визначна пам'ятка — Людвігсбурзька резиденція. У Людвігсбурзі розташований Федеральний центр розслідувань злочинів нацистів.
Після Другої світової війни у місті розміщувався український табір для переміщених осіб.
У місті народився художник Карл Готліб Швайкарт.

## Українська громада
На місцевому кладовищі похований сотник Армії УНР Іларіон Сесь (1897, Райківка, Лубенський повіт, Полтавська губернія - 6 травня 1975)

## Міста-побратими
- Монбельяр, Франція, з 1950
- Кайрфіллі, Велика Британія, з 1960
- Євпаторія, Україна, з 1990
- Сейнт-Чарльз, США, з 1995